# Guillaume Nouaux
Pour les articles homonymes, voir Nouaux.
Guillaume Nouaux, né le 30 juillet 1976 à Arcachon, est un batteur de jazz français. Plusieurs fois récompensé par le Prix de l'Académie du Jazz et le Prix du Hot Club de France, il s'est produit sur de nombreuses scènes et festivals de jazz à travers le monde. Auteur d’ouvrages pédagogiques et historiques, il est également compositeur, chef d'orchestre et directeur artistique.

## Biographie

### Formation
Il étudie les percussions et la batterie dès l'âge de 6 ans à l'école de musique de La Teste de Buch (bassin d'Arcachon) où il grandit. Il obtient successivement un premier prix au concours d'excellence de la Confédération Musicale de France à Paris, une médaille d'or à l'unanimité au Conservatoire à rayonnement régional de Bordeaux, un Diplôme d'Adjoint d'Enseignement (DAE) à l'École Nationale Supérieure de batterie Dante Agostini Paris dans la classe de Jacques-François Juskowiak et un Diplôme d’État de professeur de musique (DE, option jazz), au Pôle d'Enseignement Supérieur de la Musique et de la Danse de Bordeaux. Il perfectionne en parallèle son jeu de batterie jazz en étudiant auprès de quelques maîtres du style, tels que Jimmy Cobb, Alvin Queen et Herlin Riley.

### Carrière musicale

#### Débuts professionnels
Au début des années 1990, il intègre plusieurs groupes en tant que batteur. En 1994, il se passionne pour le jazz et fonde avec des copains le New Fisher Band. L'orchestre joue un répertoire Jazz Nouvelle-Orléans et se produit dans les campings, clubs de jazz et festivals de la région. Il enregistre son premier disque de jazz en 1996 avec cette formation. En 1998, il crée son propre groupe, le Creole Pinasse Hot Jazz Band. Après des débuts en jeune chef d'orchestre de jazz sur les scènes du Sud-Ouest et deux albums auto-produits, il quitte le bassin d'Arcachon pour Paris en 1999. Il est alors rapidement demandé pour accompagner de nombreux musiciens réputés dans le milieu du jazz traditionnel français : Marc Laferrière, Irakli, Maxim Saury, Marcel Zanini, Claude Tissendier, Olivier Franc, Dan Vernhettes...

#### Années 2000
À partir des années 2000, il se produit régulièrement dans les jazz clubs parisiens et il participe à de nombreuses tournées en Europe, États-Unis, Asie, Afrique, Amérique du Sud et dans les Caraïbes. Il se rend plus régulièrement aux États-Unis et participe à l'enregistrement de plusieurs albums pour Jazzology Records. Il travaille avec de nombreux musiciens de La Nouvelle-Orléans tel que Leroy Jones, Evan Christopher, Lucien Barbarin, Wendell Brunious, Donald Harrison, Lillian Boutté, Duke Heitger, Jacques Gauthé, Tim Laughlin, Banu Gibson, Don Vappie, David Torkanowsky...
En 2002, il forme un premier quintet entouré de Jérôme Etcheberry (tp), Benoît de Flamesnil (tb), Pierre Le Bot (p) et Sébastien Girardot (cb). Il enregistre l'album Drummin' Man en 2003. Le quintet se produira principalement dans les jazz clubs parisiens, ainsi que dans quelques festivals en France et en Suisse. En 2004, il est lauréat au concours national de jazz de la Défense avec le quintet du saxophoniste Samy Thiébault. La même année, il explore le format du trio clarinette-piano-batterie, et sort l'album New Orleans, aux côtés du pianiste Alain Barrabès et du clarinettiste Paul Chéron.
En 2005, il accompagne le pionnier du rock 'n' roll, Chuck Berry, lors de son passage à Paris pour un concert à l'Elysée Montmartre. En 2006, il est finaliste au Concours International Blues Challenge de Memphis en duo avec le pianiste Julien Brunetaud et il se produit au Lighthouse à New York en 2007 pour la Sidney Bechet Jazz Society avec Evan Christopher. Il est programmé plusieurs années de suite au New Orleans Jazz & Heritage Festival et au French Quarter Festival de La Nouvelle-Orléans, ainsi que régulièrement dans les clubs de jazz les plus célèbres de la ville. En véritable passionné par la musique de La Nouvelle-Orléans, il entame une collaboration avec le trompettiste néo-orléanais Leroy Jones et forme un nouveau quintet.
En 2006 et 2007, son quintet composé de Leroy Jones (tp), Jerry Edwards (tb), Julien Brunetaud (p) et Sébastien Girardot (cb) se produit lors de tournées en Europe et il enregistre l'album Guillaume's Invitation. En 2007, Guillaume Nouaux est élu "artiste révélation de l'année" par la revue Jazz Magazine. Le critique musical Jacques Aboucaya le décrit : "Il a tout d'un grand : la technique, l'énergie, l'inventivité, le swing. Toutes qualités rarement réunies chez un batteur de son âge, mises en œuvre aussi bien dans les orchestres traditionnels et classiques, que dans des contextes plus modernes, comme le groupe qu'il dirige actuellement".
À partir de 2008, il tourne régulièrement avec le guitariste Dave Blenkhorn et le contrebassiste Sébastien Girardot. Le trio accompagne de nombreuses vedettes internationales du jazz lors de tournées, croisières et festivals (Evan Christopher, Cécile McLorin Salvant, Dan Barrett, Warren Vaché…). Le trio devient rapidement incontournable sur les scènes de jazz en Europe et il prend alors le nom de La Section Rythmique. La Section Rythmique sortira deux albums sous ce nom pour le label Frémeaux & Associés,,, ainsi que beaucoup d'autres en tant que section rythmique accompagnant différents artistes français et étranger,. En tant que batteur sideman, il aura durant cette période l'occasion de se produire et/ou d'enregistrer derrière plusieurs représentants majeurs de la scène du jazz en France, comme Didier Lockwood, Alain Jean-Marie, David Linx, Daniel Huck, Dany Doriz, Samy Thiébault, Yoann Loustalot, Patrick Artero ; ainsi que ponctuellement aux côtés de jazzmen américains lors de tournées et concerts, tels que Bob Wilber, Steve Lacy, Scott Robinson, Red Holloway, John Allred, Wycliffe Gordon, Butch Thompson... Il participera également à plusieurs séances pour la radio, la télévision et le cinéma.

#### Années 2010
En 2010, il forme son New Orleans Trio, au sein duquel il réitère l'expérience de la formule clarinette-piano-batterie en compagnie du clarinettiste Guy Bonne et du pianiste Jacques Schneck. En 2011, il sort l'album Drumset In The Sunset qui se voit notamment distingué d'un Choc par la revue Jazz Magazine. Ce disque reçoit un très bon accueil de Citizen Jazz et de Jazz Hot, les journalistes appréciant notamment son sens de la retenue, et sa subtilité,. Son jeu mélodique est comparé à celui de Ari Hoenig.
En janvier 2012, c'est au Théâtre du Châtelet à Paris qu'il se voit décerner le Prix Jazz Classique de l'Académie du jazz. L'année suivante, il reçoit la médaille d'honneur de la ville de Soustons, sa commune d'adoption.
En 2014, il rend hommage à quatorze des plus grands batteurs de big band de la swing era dans l'album Drumology avec le Tuxedo Big Band. Ce disque est retenu parmi les meilleurs albums jazz de l'année par la revue Jazz Hot et se voit décerner le Prix Spécial du Jury 2014 du Hot Club de France. Selon le quotidien Libération : "Le batteur ressuscite l’âge d’or de l’époque Swing, laquelle conserve de beaux restes. Ses pairs considèrent le batteur comme l’autorité en matière. L’auteur de l’ouvrage de référence Le langage de la batterie jazz, a exploré de l’intérieur l’art et les coups de baguettes de chaque styliste de l’époque bénie. Nouaux restitue la puissance et la grandeur d’une ère phénoménale". Drumology se verra également élu "Coup de coeur des bibliothécaires" en 2016.
En 2015, le trio La Section Rythmique qu'il co-dirige avec Dave Blenkhorn et Sébastien Girardot, reçoit la distinction "Choc de l'année 2015" par la revue Jazz Magazine.
En 2016, son disque Here Comes The Band, avec Jérôme Gatius à la clarinette et Didier Datcharry au piano, fait l'unanimité de la presse spécialisée : Choc Jazz Magazine, Indispensable Jazz Hot, Indispensable Jazz News, Élu Citizen Jazz. Guillaume Nouaux y enregistre notamment plusieurs titres au vibraphone. À la batterie, la revue Jazz Hot compare son jeu à l'égal de Gene Krupa et de Zutty Singleton.
En 2017 et 2018, il tourne principalement avec La Section Rythmique, accompagnant divers musiciens américains lors de tournées et concerts en Europe (Jason Marsalis, Ken Peplowski, Scott Hamilton, Harry Allen, Duke Heitger, Dado Moroni…). Il participe à l'enregistrement de plusieurs albums pour différents artistes : Michel Pastre, Uros Peric, Evan Arntzen, Brad Child, Patrick Artero et il enregistre un deuxième album sous le nom de La Section Rythmique pour le label Frémeaux & Associés en 2018. Le trio se voit augmenté pour l'occasion de deux invités, Harry Allen au saxophone ténor et Luigi Grasso au saxophone alto. L'album La Section Rythmique +2 sera notamment distingué d'un Choc par le magazine Classica.
En 2019, il sort l'album Guillaume Nouaux and The Clarinet Kings, dans lequel il invite onze de ses clarinettistes favoris de la scène jazz internationale : Evan Christopher, Antti Sarpila, Engelbert Wrobel, Eiji Hanaoka, Aurélie Tropez, Lars Frank, David Lukacs, Esaie Cid, Jérôme Gatius, Frank Roberscheuten et Jean-François Bonnel. Ce double album reçoit un accueil unanime des radios et de la presse spécialisée en France, comme à l'étranger,,. Il est nommé pour le Prix Jazz Classique de l'Académie du Jazz 2019 et il remporte le Prix Spécial du Jury du Hot Club de France 2019. Selon l'organisation International Clarinet Association : « C'est un concept merveilleux de présenter plusieurs clarinettistes sur un seul album, permettant à l'auditeur d'entendre plusieurs exemples de musique dans un genre similaire, mais avec des approches différentes de l'instrument ». Le Bulletin du Hot Club de France présente Guillaume Nouaux comme un musicien et un leader d'exception, tandis que le critique musical Joe Bebco publie un article dithyrambique dans le journal américain The Syncopated Times, dans lequel il écrit considérer cet album comme un incontournable pour les clarinettistes.

#### Années 2020
En 2020, il présente une série de duos en compagnie de sept représentants majeurs de la scène internationale du piano stride. L'album Guillaume Nouaux and The Stride Piano Kings réunit les pianistes Louis Mazetier, Bernd Lhotzky, Chris Hopkins, Rossano Sportiello, Harry Kanters, Alain Barrabès et Luca Filastro. Il reçoit de nombreuses chroniques en Europe,,,, aux États-Unis,,, au Japon, en Russie, ou encore en Australie. La presse culturelle et musicale française lui décerne ses plus hautes distinctions : Maestro Pianiste magazine, ƒƒƒ Télérama, Choc Jazz Magazine, Indispensable Jazz News, Hit Couleurs Jazz. En mars 2021, il est une nouvelle fois primé et reçoit le Prix Jazz Classique de l'Académie du Jazz 2020. Trois jours plus tard, il se voit décerner le Grand Prix du Disque du Hot Club de France 2020. Les années 2020 à 2022 sont également marquées par l'épidémie mondiale de la COVID-19. Les périodes de confinement se succèdent, les déplacements sont limités et le monde du spectacle s'en voit très durement affecté. Guillaume Nouaux parvient néanmoins à maintenir une activité musicale réduite, principalement en tant que leader de son trio. Tirant parti de la diminution significative de ses engagements musicaux, il se consacre alors pleinement à sa seconde passion : l'œnologie. Il approfondit ses compétences en suivant avec rigueur diverses formations pendant deux années, décrochant ainsi plusieurs diplômes reconnus dans ce domaine,,,,. Œnophile passionné, il participe régulièrement à des concours de vins en tant que jury dégustateur. Guillaume Nouaux a notamment été juré au Concours Général Agricole du Salon de l'agriculture à Paris, ou encore au Concours des Grands Vins de France à Mâcon. Lors du 851e chapitre de la confrérie bachique de Saint-Vincent en Bourgogne, il est intronisé Chevalier de la Confrérie des Vignerons de Saint Vincent Mâcon.
Au printemps 2022, la plupart des restrictions liées à l'épidémie de la COVID-19 sont levées et les concerts reprennent progressivement. Il accompagne alors de nombreux musiciens lors de tournées et concerts en Europe : Howard Alden, Don Vappie, Victor Goines, Dan Barrett, Craig Klein, Duke Heitger, Ken Peplowski et intègre le quintet du pianiste Nirek Mokar. Il tourne intensément en France avec cette formation, également en Belgique, en Suisse, en République turque de Chypre du Nord, au Maroc, et il participe à l'enregistrement de plusieurs albums. Alors qu'il s'apprête à célébrer la sortie de son 100ème album, le journaliste de jazz néerlandais Gerard Bielderman publie un livret détaillé retraçant la carrière discographique de Guillaume Nouaux pour la collection Eurojazz Discos aux Pays-Bas. Il apparaît également dans de nombreux ouvrages traitant du jazz en France.
En 2023, Guillaume Nouaux sort un nouvel album en trio en tant que co-leader pour le label Camille Production. Entouré de Michel Pastre au saxophone ténor et de Louis Mazetier au piano, l'album Fine Ideas reçoit un accueil enthousiaste de la critique musicale en France et aux États-Unis ,,. La revue Jazz Magazine distingue notamment cet album d'un Choc : « Swing constant, cohésion, inspiration, émulation, tout concourt à faire de cet album l'un des joyaux d'autant plus précieux qu'ils demeurent, par les temps qui courent, plutôt rares. Quant à Guillaume Nouaux, assurément le meilleur batteur de sa génération, il transcende tous les groupes auxquels il participe, tant comme leader que sideman ». Sélectionné parmi les 10 meilleurs albums de jazz de l'année 2023 par Le Figaro, l'album Fine Ideas se voit également décerner le Grand Prix du Hot Club de France 2023.

### Pédagogie et transmission
En tant que pédagogue, il est l'auteur de plusieurs ouvrages de référence sur la batterie jazz, notamment Jazz Drums Legacy - Le langage de la batterie jazz (2Mc éditions, 2012) et Jazz Brushes - Méthode de balais jazz (2Mc éditions, 2018). En 2024, il publie La naissance de la batterie - Les origines de la batterie et les premiers batteurs à La Nouvelle-Orléans, un ouvrage historique de 400 pages paru aux éditions Frémeaux & Associés, consacré aux débuts de la batterie et à ses pionniers. La Revue du Jazz qualifie l’ouvrage de « bible de la batterie » et de « document exceptionnel sur les origines du jazz ». Ce travail est récompensé par le Prix du Livre de Jazz 2024, décerné par le Hot Club de France. La même année, il contribue au Nouveau dictionnaire des rythmes à la batterie, sous la direction de Jean-Philippe Fanfant et Olivier Pain-Hermier (Éditions Billaudot / Hit Diffusion). Nouaux partage également son expertise dans le domaine de la batterie jazz en rédigeant des articles pour plusieurs revues spécialisées, notamment Jazz Magazine, Jazz Classique, Le Bulletin du Hot Club de France. Titulaire du Diplôme d’État de professeur de musique (DE jazz), il intervient régulièrement dans toute la France lors de conférences et master class,. La revue Batteur Magazine le cite comme "grand spécialiste français de la batterie jazz", tandis que Jazz Hot écrit à son sujet : "Guillaume Nouaux est l'un des grands batteurs jazz d'aujourd'hui". En 2008, il exerce en tant que professeur de perfectionnement instrumental au Pôle d'Enseignement Supérieur de Musique et de Danse (PESMD) de Bordeaux-Aquitaine. De 2010 à 2018, il enseigne la batterie et la pratique collective au sein du département jazz du Conservatoire à Rayonnement Départemental des Landes. Attaché à promouvoir la diffusion de la musique de jazz, il fonde le South Town Jazz Festival en 2016, un festival de jazz dans les Landes en collaboration avec la mairie de Soustons. Il en est le directeur artistique depuis sa création. En 2022, il participe activement à la création du Arcachon Jazz Festival, un nouveau festival de jazz dans sa ville natale d'Arcachon. Artiste complice du festival, il en devient un artiste associé et y propose chaque année un concert différent lors de sa journée « carte blanche ». Guillaume Nouaux apporte également son soutien régulier à plusieurs associations et festivals de jazz en France, en tant qu’artiste parrain.

## Prix et distinctions
- "Prix du Livre de Jazz" du Hot Club de France 2024, pour le livre La naissance de la batterie "Les origines de la batterie et les premiers batteurs à La Nouvelle-Orléans"[97].
- Grand Prix du Hot Club France 2023, pour l'album Michel Pastre | Louis Mazetier | Guillaume Nouaux "Fine Ideas"[82].
- Prix de l'Académie du Jazz 2020, Prix Jazz Classique pour l'album Guillaume and The Stride Piano Kings[64].
- Grand Prix du Hot Club France 2020, pour l'album Guillaume Nouaux and The Stride Piano Kings[65].
- Prix du Hot Club de France 2019, Prix Spécial du Jury pour l'album Guillaume Nouaux and The Clarinet Kings[45].
- "Choc de l'année" Jazz Magazine 2015, pour l'album La Section Rythmique[30].
- Prix du Hot Club de France 2014, Prix Spécial du Jury pour l'album Guillaume Nouaux and Tuxedo Big Band "Drumology"[26].
- Prix de l'Académie du Jazz 2011, Prix Jazz Classique pour l'album Guillaume Nouaux Trio "Drumset In The Sunset"[21].
- "Révélation de l’année" Jazz Magazine 2007[8].

## Publications
- 2024 - La naissance de la batterie "Les origines de la batterie et les premiers batteurs à La Nouvelle-Orléans" (Frémeaux & Associés)[85]
- 2018 - Jazz Brushes "Méthode de balais jazz" (2Mc éditions)[84].
- 2012 - Jazz Drums Legacy "Le langage de la batterie jazz" (2Mc éditions)[83].

## Discographie

### En tant que leader ou coleader
- 2025 - European Classic Jazz Trio : Uli Wunner, Harry Kanters, Guillaume Nouaux (autoproduction)
- 2023 - Michel Pastre | Louis Mazetier | Guillaume Nouaux, Fine Ideas (Camille Production)
- 2020 - Guillaume Nouaux, and The Stride Piano Kings (Guillaume Nouaux Music)
- 2019 - Guillaume Nouaux, and The Clarinet Kings (Guillaume Nouaux Music)
- 2019 - La Section Rythmique + Harry Allen and Luigi Grasso, + 2 (Frémeaux & Associés)
- 2016 - Guillaume Nouaux Trio, Here Comes The Band (Guillaume Nouaux Music)
- 2015 - La Section Rythmique : David Blenkhorn, Sébastien Girardot, Guillaume Nouaux (Frémeaux & Associés)
- 2014 - Guillaume Nouaux and Tuxedo Big Band, Drumology (Guillaume Nouaux Music - Swing Era)
- 2011 - Guillaume Nouaux New Orleans Trio, Drumset In The Sunset (Jazzophile - Jazztrade)
- 2007 - Guillaume Nouaux Quintet feat. Leroy Jones, Guillaume's Invitation (Guillaume Nouaux Music)
- 2004 - Guillaume Nouaux, Alain Barrabès, Paul Chéron, New Orleans (Éditions Célia - Mosaïc Music Distribution)
- 2003 - Guillaume Nouaux Quintet, Drummin' Man (Éditions Célia - Jazzology Records)
- 2001 - Guillaume Nouaux, Ostréicole Stomp (Guillaume Nouaux Music)
- 1998 - Guillaume Nouaux, Creole Pinasse Hot Jazz Band (Guillaume Nouaux Music)

### En tant que sideman
- 2024 - Enric Peidro, Tizol Delicatessen, Vol.1 (Snibor Records)
- 2024 - Enric Peidro, On A Casual Evening (Snibor Records)
- 2023 - Nirek Mokar & His Boogie Messengers featuring Sax Gordon, Back to Basics (Black and Blue / Ahead)
- 2023 - Patrick Bacqueville, Bacos Hot Seven Cruisers (Black and Blue / Ahead)
- 2022 - Evan Christopher, with Three Blind Mice and Guillaume Nouaux, Blues In The Air (Camille Production)
- 2022 - Nirek Mokar, Live in Soustons (autoproduction)
- 2022 - Ennio Morricone, Vol.II : 1964-2015 (Universal Music France)
- 2022 - Thierry Ollé, La formidable histoire du jazz (autoproduction)
- 2021 - Swing Bones et Nicolas Gardel, La Part des Anges (L'Autre Distribution)
- 2021 - Bokalé Brass Band, Roots (autoproduction)
- 2020 - International Classic Jazz All Stars feat. D. Barrett, E. Peidro, N. Parrott, R. Busiakiewicz, G. Nouaux (Snibor Records)
- 2020 - Paul Chéron Swingtet, How About You ? (Swing Era)
- 2020 - Enzo Mucci, New Orleans Banjo (autoproduction)
- 2020 - Les Meuf'in, L'Alpiniste (Meuf'in Prod)
- 2019 - Patrick Artero, Family Portrait (Camille Productions)
- 2019 - Original Jazz Quartet (autoproduction)
- 2019 - Swing Bones, Tribute to François Guin (autoproduction)
- 2018 - Evan Arntzen, meets La Section Rythmique (autoproduction)
- 2018 - Brad Child, meets La Section Rythmique (autoproduction)
- 2017 - Michel Pastre Quintet feat. Dany Doriz and Ken Peplowski (autoproduction)
- 2017 - L'Anthologie du Caveau de La Huchette, 1965-2017 (Frémeaux & Associés)
- 2017 - Uros Peric and La Section Rythmique feat. Drew Davies (autoproduction)
- 2015 - Michel Pastre Quintet "Charlie Christian Project", Memories of You (autoproduction)
- 2015 - Attila Korb's International All Stars, Bohem Ragtime Jazz Festival, DVD (Kecskemét Jazz Foundation)
- 2015 - Jazzabar, compilation festival 2015 (autoproduction)
- 2014 - Jean-Marc Montaut Quartet, Drive-In (Frémeaux & Associés)
- 2014 - Sébastien Arruti - Craig Klein, Got Bone (autoproduction)
- 2014 - Big Band Côte Basque, Casa Blanca (autoproduction)
- 2013 - Tuxedo Big Band, Lunceford Still Alive ! (Jazz aux Remparts)
- 2013 - Matthieu Boré, My Favorite Tunes (Bonzaï Music)
- 2012 - Evan Christopher, Clarinet Road Vol.3 (STR Digital)
- 2012 - Bob Wilber and The Tuxedo Big Band, Rampage ! (Arbors Records)
- 2012 - Jérôme Gatius, Big 4 (Jazzophile/Jazztrade)
- 2012 - Vintage Lounge (Wagram Music)
- 2011 - Tuxedo Big Band, Ladies (Jazzophile/Jazztrade)
- 2011 - Butch Thompson and The Night Owls, Bohem Ragtime Jazz Festival, Hungary, DVD (Kecskemét Jazz Foundation)
- 2011 - Philippe Pilon Quartet, Take It Easy (Black & Blue)
- 2011 - Matthieu Boré, Suzie Blackstone (Punta Mila Records)
- 2011 - Mr Tchang and The Texas Sluts, Too Many People In Here ! (Sound Spirits)
- 2011 - Cool Tempo, The Best Of (Wagram Music)
- 2011 - Summer Lounge (Wagram Music)
- 2010 - The Rebirth of Nu-Cool Tributes, Timeless Classics Revisited Intro Nu-Jazz And Lounge (High Note Records)
- 2010 - Tuxedo Big Band, Festival Boogie Woogie La Roquebrou 2009, Vol. 11 (Production OT La Roquebrou)
- 2010 - Lionel Suarez, Une heure avec... (Production Jazz sur son 31)
- 2010 - Big Band 31, DVD (autoproduction)
- 2010 - Dumoustiers Stompers, 1989-2009 : Histoire d'un orchestre, DVD (Jazz Odyssey Records)
- 2010 - Evan Christopher, coffret TSF Jazz 1999-2009 (Nova Records)
- 2010 - Club Pineta, Work In Progress (The Saifam Group)
- 2009 - Cool Tributes, The Chili-Out Session (Wagram Music)
- 2009 - Jazz and Swing (Wagram Music)
- 2009 - Thierry Ollé Trio, Miss NO (Jazzophile/Jazztrade)
- 2009 - Julien Brunetaud, Driftin' Blues (Jazzology Records)
- 2009 - Laurence «Lo» Jay, Yes, I know what it means ! (Jazzology Records)
- 2009 - Matthieu Boré, Festival Boogie Woogie La Roquebrou 2008, Vol. 10 (Production OT La Roquebrou)
- 2008 - Walter Weber, Winter Tour 2007 (OMD International AG)
- 2008 - Tuxedo Big Band, Jazz au Mercure Vol. 2 (Production Jazz Pour Tous)
- 2007 - Matthieu Boré, Sometime On My Own (Black & Blue)
- 2007 - Gemma Abrié, A Tribute to Ella Fitzgerald (Temps Records)
- 2007 - Wooden Heads, Go To New Orleans (autoproduction)
- 2007 - JazzAscona 2007 (Janoc Production)
- 2007 - Paddy Sherlock, An eclectic affair (autoproduction)
- 2007 - Evan Christopher, Introduction (Jazz Traditions Project)
- 2007 - Dana Gillespie, Live at the Mustique Blues Festival 2007 (Production Basil Charles O.B.E)
- 2006 - Yoann Loustalot quartet, Primavera (Elabeth)
- 2006 - La Roquebrou Boogie Band, Festival Boogie Woogie La Roquebrou 2006, Vol. 08 (Production OT La Roquebrou)
- 2006 - Ladies and Jazzwomen, It's Over (autoproduction)
- 2006 - Vintage Jazzmen, Jazz au Mercure Vol. 1 (Sude Production)
- 2006 - Vintage Jazzmen, Sing On (Lime Productions London)
- 2006 - Julien Brunetaud, Orleans Street Boogie (Jazzology Records)
- 2006 - Vintage Jazzmen, Messin' Around (Frémeaux & Associés)
- 2006 - Shona Taylor, Four or More (autoproduction)
- 2006 - Kévin Doublé, Blues In The Morning (autoproduction)
- 2005 - Fred Dupin, 1012 Orleans Street (Jazzology Records)
- 2005 - Paul Chéron sextet, Blackstick (Jazzophile/Jazztrade)
- 2005 - Jérôme Etcheberry, Jazz River (Jazzophile/Jazztrade)
- 2004 - Trip To New Orleans, DVD (Mosaïc Music Distribution)
- 2004 - New Bumpers Dixieland Jazz Band, Trip To New Orleans (Jazzology Records)
- 2003 - Tori Robinson, Éditeur de Gospel (Frémeaux & Associés)
- 2003 - Paddy Sherlock, Swingin' Lovers (Éditions Célia)
- 2003 - Alain Barrabès, Barrabès & Cie (Musicast)
- 2003 - Samy Thiebault Quintet, Blues For Nel (Musicast)
- 2003 - Bayou Combo, Martinique (Djaz Records)
- 2002 - New Bumpers Dixieland Jazz Band, At The Jazz Band Ball (Jazz Maniac Produxtion)
- 2002 - Tori Robinson, New Orleans Gospel Live ! (Frémeaux & Associés)
- 2001 - Trio Fait Jaser, Tout simplement (Sude Production)
- 2000 - Musique Principale de l'Armée de Terre, Elégance (Éditions Robert Martin)
- 2000 - Musique Principale de l'Armée de Terre, Florilège Musical des Troupes de Marine
- 1999 - Harmonies, Orchestres et Ensembles Instrumentaux en France, Harmonies en Aquitaine (Covadia)
- 1999 - Viva !, La fête avec Sud Ouest Vol.2 (Agorila)
- 1998 - Viva !, La fête avec Sud Ouest (Agorila)
- 1998 - Ovalie Y Toros, Bodega-Bodega (Agorila)
- 1997 - Alméria, Aflamencado (Scalen Distribution)
- 1996 - New Fisher Band, Au Parc (autoproduction)
- 1995 - Alméria, Alméria (Scalen Distribution)